# Joey Ramone
Jeffrey Ross Hyman (New York, 19 mei 1951 - aldaar, 15 april 2001), beter bekend als Joey Ramone, was de zanger van punkband de Ramones.
Als Joey Ramone richtte hij samen met drie anderen de groep de Ramones op. Hij is, samen met gitarist Johnny Ramone, de enige die van 1974 tot en met 1996 bij de band is gebleven. Hij stierf in 2001, op 49-jarige leeftijd, aan de gevolgen van lymfeklierkanker.

## Eerbetoon
- 2003: stadsbestuur van New York noemt een straat Joey Ramone Place.
- 2014: U2 brengt de single The Miracle (of Joey Ramone) uit.

## Discografie

### Albums
| Album met hitnotering(en) in de Vlaamse Ultratop 200 albums | Datum van verschijnen | Datum van binnenkomst | Hoogste positie | Aantal weken | Opmerkingen |
| ----------------------------------------------------------- | --------------------- | --------------------- | --------------- | ------------ | ----------- |
| Don't worry about me                                        | 19-02-2002            | -                     |                 |              |             |
| ...Ya know?                                                 | 25-05-2012            | 02-06-2012            | 107             | 2            |             |